# 戛萨珑花香
《戛萨珑花香》是改编自清迈大学教授皮希特·斯理普拉瑟（Pisit Sreeprasert）同名小说的泰国电视剧，于2019年6月10日在泰国第3电视台首播，由乌拉萨雅·斯帕邦德和詹姆斯·马领衔主演。此外，此剧也是泰国第3电视台2019年收视率第三高的电视剧，仅次于《囚笼》和《查龙药师》。

## 演员列表
- 乌拉萨雅·斯帕邦德（Yaya） 饰演 戛萨珑（Kasalong），Songpeep的姐姐（1924年）

- 乌拉萨雅·斯帕邦德（Yaya） 饰演 宋披（Songpeep），戛萨珑的妹妹（1924年）

- 乌拉萨雅·斯帕邦德（Yaya） 饰演 Pimpisa（Prim Phi），戛萨珑妹妹投胎的转世（2017年）

- 乌拉萨雅·斯帕邦德（Yaya） 饰演 皮马达（Pimmada） 戛萨珑投胎的转世，Pimpisa的女儿，活泼、可爱、爱恨分明的大学生

- 詹姆斯·马 饰演 Tinnakrit、Sup、Prasawin

- 泰贡·康恰（Pop） 饰演 Manfah、Dr. Pakpoom

- 西里努·佩楚莱（Koi）

- 楠塔努·洛苏婉（Fai） 饰演 Wijitra / Mok

- 瓦立特·提普格马特（Ta） 饰演 Noijan

- 彭帕克·西里古尔（英语：Penpak Sirikul）（Tai） 饰演 Pudkaew、Thongbai

- 盟帝·简安宋 饰演 Sunthorn、Nai Kwaen Mang

## 劇集迴響

### 泰國電視收視率
- 收視最低的集數以藍色表示，收視最高的集數以紅色表示，而空格則表示該集的收視沒有相關數據。

此剧首播时的收视率虽然仅有3.167，但第19集（大结局）播出后的收视率创新高，成为当日黄金时段收视率最高之剧，每集平均收视率为6.24。
| 集數 No.   | 播放日期      | 播放時段 (UTC+07:00) | 平均收視率 | 來源  |
| ---------- | ------------- | -------------------- | ---------- | ----- |
| 1          | 2019年6月10日 | 星期一 20:20         | 3.02       | [ 6 ] |
| 2          | 2019年6月11日 | 星期二 20:20         | 3.61       | [ 6 ] |
| 3          | 2019年6月17日 | 星期一 20:20         | 3.50       | [ 6 ] |
| 4          | 2019年6月18日 | 星期二 20:20         | 3.30       | [ 6 ] |
| 5          | 2019年6月24日 | 星期一 20:20         | 3.05       | [ 6 ] |
| 6          | 2019年6月25日 | 星期二 20:20         | 3.52       | [ 6 ] |
| 7          | 2019年7月1日  | 星期一 20:20         | 3.30       | [ 6 ] |
| 8          | 2019年7月2日  | 星期二 20:20         | 3.18       | [ 6 ] |
| 9          | 2019年7月8日  | 星期一 20:20         | 3.67       | [ 6 ] |
| 10         | 2019年7月9日  | 星期二 20:20         | 3.89       | [ 6 ] |
| 11         | 2019年7月15日 | 星期一 20:20         | 4.19       | [ 6 ] |
| 12         | 2019年7月16日 | 星期二 20:20         | 4.61       | [ 6 ] |
| 13         | 2019年7月22日 | 星期一 20:20         | 4.31       | [ 6 ] |
| 14         | 2019年7月23日 | 星期二 20:20         | 5.26       | [ 6 ] |
| 15         | 2019年7月29日 | 星期一 20:20         | 6.19       | [ 6 ] |
| 平均收視率 | 平均收視率    | 平均收視率           | 3.91       | 1     |

^1  基於每集的平均觀眾份額。

## 取景地点
- 清迈
  - 罗摩利寺
  - 兰纳之心（Wat Ton Kwen，栋衮寺）
  - 七尖塔寺（英语：Wat Chet Yot）
  - 塔佩门（城墙东门）
  - 纳瓦拉铁桥（Kua Lek Nawarat）
  - 契迪龙寺
  - 西素潘寺
  - 戈嘎朗寺（英语：Wat Ket Karam）
  - 西曼特拉度假村（สีมันตรา รีสอร์ท จังหวัดเชียงใหม่）
  - The Museum Hotel（เดอะมิวเซียมโฮเทล）
- 北标府
  - 泰元民俗文化馆（หอวัฒนธรรมพื้นบ้านไทยวน）
  - 帕泰岩（ผาไทร็อค）
  - 景溪火车站